# Milohó
Milohó (szlovákul: Milochov) Vágbeszterce városrésze Szlovákiában, a Zsolnai kerület Vágbesztercei járásában.

## Fekvése
Vágbeszterce központjától 3 km-re északnyugatra, a Vág bal partján fekszik.

## Története
A 18. század végén Vályi András így ír róla: „MILLCHOV. Tót falu Trentsén Várm. földes Urai G. Balassa, és több Uraságok, lakosai katolikusok, fekszik Vág Beszterczének szomszédságában, és annak filiája, földgye termékeny, hasznos gyűmöltsös kertyei vannak, de Vág vize meg szokta határját önteni.”
Fényes Elek 1851-ben kiadott geográfiai szótárában így ír a faluról: „Milochov, tót falu, elszórva a hegyek közt, Trencsén vmegyében: 565 kath., 11 zsidó lak. Fürész-malom. Lakosai a Vágh szigetjében sok gyümölcsöt, kivált almát és szilvát termesztenek. F. u. b. Balassa és gr. Szapáry. Ut. p. Zsolna.”
1910-ben 622, túlnyomórészt szlovák lakosa volt. 1920-ig Trencsén vármegye Vágbesztercei járásához tartozott.

## Külső hivatkozások
- Milohó Szlovákia térképén

## Lásd még
- Vágbeszterce
- Alsóhidas
- Felsőhidas
- Kisfarkasd
- Nemeskvassó
- Paraznó
- Podmanin
- Sebestyénfalva
- Vágalja
- Vághéve
- Vágváralja
- Vágzsigmondháza